# Tina Košir
Tina Košir, slovenska televizijska voditeljica in kolumnistka, * 13. december 1982, Ljubljana.
Tina Košir se ukvarja predvsem z dvigovanjem slovenske bralne kulture, kar počenja kot voditeljica televizijskih oddaj, okroglih miz in literarnih večerov ter vedno bolj kot kolumnistka. Svojo voditeljsko kariero je začela kot voditeljica oddaje Knjiga mene briga na TV Slovenija.
Tina Košir objavlja tudi članke v mnogih slovenskih revijah in časopisih.
Je hčerka novinarke in političarke Mance Košir.